# Československá basketbalová liga 1982-1983
La Československá basketbalová liga 1982-1983 è stata la 55ª edizione del massimo campionato cecoslovacco di pallacanestro maschile. La vittoria finale è stata ad appannaggio dell'Inter Bratislava.

## Risultati

### Stagione regolare
|     | Squadra          | G  | V  | P  | PF   | PS   | Pt. | Qualificazione |
| --- | ---------------- | -- | -- | -- | ---- | ---- | --- | -------------- |
| 1.  | Inter Bratislava | 28 | 24 | 4  | 2701 | 2430 | 52  |                |
| 2.  | Pardubice        | 28 | 17 | 11 | 2501 | 2362 | 45  |                |
| 3.  | Tatran Ostrava   | 28 | 15 | 13 | 2337 | 2330 | 43  |                |
| 4.  | Dukla Olomouc    | 28 | 14 | 14 | 2519 | 2504 | 42  |                |
| 5.  | VŠDS Žilina      | 28 | 11 | 17 | 2401 | 2528 | 39  |                |
| 6.  | VŠ Praga         | 28 | 10 | 18 | 2354 | 2492 | 38  |                |
|     |                  |    |    |    |      |      |     |                |
| 7.  | Zbrojovka Brno   | 24 | 12 | 12 | 2121 | 2038 | 36  |                |
| 8.  | Chemosvit        | 24 | 11 | 13 | 1965 | 2021 | 35  |                |
| 9.  | Baník Handlová   | 24 | 10 | 14 | 2019 | 2220 | 34  | retrocesse     |
| 10. | Baník Prievidza  | 24 | 8  | 16 | 2031 | 2024 | 32  | retrocesse     |

| Československá basketbalová liga 1982-1983 |
| ------------------------------------------ |
| Inter Bratislava 3º titolo                 |

## Formazione vincitrice
| N° | Naz.                      | Ruolo | Sportivo         |  | Alt. |  |
| -- | ------------------------- | ----- | ---------------- |  | ---- |  |
|    | Cecoslovacchia (bandiera) | A     | Stano Kropilák   |  | 208  |  |
|    | Cecoslovacchia (bandiera) | A     | Peter Rajniak    |  | 200  |  |
|    | Cecoslovacchia (bandiera) | A     | Vladimír Padrta  |  | 197  |  |
|    | Cecoslovacchia (bandiera) | G     | Pavol Bojanovský |  | 192  |  |
|    | Cecoslovacchia (bandiera) |       | Mašura           |  |      |  |
|    | Cecoslovacchia (bandiera) |       | P. Jančura       |  |      |  |
|    | Cecoslovacchia (bandiera) |       | Pochabá          |  |      |  |
|    | Cecoslovacchia (bandiera) |       | Kevenský         |  |      |  |
|    | Cecoslovacchia (bandiera) |       | Kratochvíl       |  |      |  |
|    | Cecoslovacchia (bandiera) |       | Vančík           |  |      |  |
|    | Cecoslovacchia (bandiera) |       | Koreň            |  |      |  |
|    | Cecoslovacchia (bandiera) |       | Kopšo            |  |      |  |
|    | Cecoslovacchia (bandiera) |       | Bobrík           |  |      |  |
|    | Cecoslovacchia (bandiera) | All.  | Miroslav Rehák   |  |      |  |

## Fonti
- Ing. Pavel Šimák: Historie československého basketbalu v číslech (1932-1985), Basketbalový svaz ÚV ČSTV, květen 1985, 174 stran
- Ing. Pavel Šimák: Historie československého basketbalu v číslech, II. část (1985-1992), Česká a slovenská basketbalová federace, březen 1993, 130 stran
- Juraj Gacík: Kronika československého a slovenského basketbalu (1919-1993), (1993-2000), vydáno 2000, 1. vyd, slovensky, BADEM, Žilina, 943 stran
- Jakub Bažant, Jiří Závozda: Nebáli se své odvahy, Československý basketbal v příbězích a faktech, 1. díl (1897-1993), 2014, Olympia, 464 stran